# Chrysobothris bicolor
Chrysobothris bicolor är en skalbaggsart som beskrevs av Horn 1894. Chrysobothris bicolor ingår i släktet Chrysobothris och familjen praktbaggar. Inga underarter finns listade i Catalogue of Life.